# Tepeaca
Tepeaca ist eine Stadt im zentralen Teil des mexikanischen Bundesstaates Puebla, rund 34 km östlich der Hauptstadt Puebla in einem Talbecken auf 2240 m Höhe gelegen. In vorspanischer Zeit war der Name der Stadt Tepeyacac (gebildet aus den Worten tepētl, „Berg“ und yacatl, „Nase, Spitze“ plus Lokativsuffix) und kann als „Am Bergvorsprung“ übersetzt werden, was der Lage des Ortes am Ausläufer eines Bergzuges entspricht.
Heute hat Tepeaca ca. 27.000 Einwohner und ist Sitz des Municipio Tepeaca.

## Geschichte
Die vorspanische Geschichte von Tepeyaca wird erst fassbar, sobald die Region in den Einflussbereich von Tenochtitlan tritt. In der Mitte des 15. Jahrhunderts begannen die Azteken Vorstöße Richtung Oaxaca und zur Küste des Golf von Mexiko, um ihr Herrschaftsgebiet nach Süden auszudehnen. Da die Tepeyacac benachbarte Stadt Cuauhtinchan durch Heiratsallianz und militärische Präsenz zunächst zum Machtbereich von Tlatelolco und dann zu Tenochtitlan gehörte, war Tepeyacac das nächste Ziel, das um 1465 erobert wurde. In der Folgezeit entstand mit Tepeyacac als administrativem Zentrum eine weit gespannte Tributprovinz, die ungefähr den mittleren Teil des modernen Staates Puebla einnahm.
Im Verlauf der spanischen Eroberung, als sich das nach der Noche Triste verbliebene kleine spanische Heer in Tlaxcala aufhielt, wurde zur Sicherung der spätestens seit der aztekischen Expansion bestehenden Route zur Küste in Tepeyacac im September 1520 eine der ersten spanischen Städte gegründet, mit dem sprechenden Namen „Villa de Segura de la Frontera“ (Stadt der Sicherheit der Grenze).
1543 wurde Segura de la Frontera im Zuge der Politik der Franziskaner, Siedlungen zusammenzufassen und aus leicht zu verteidigen Hügellagen in die Ebene zu verlagern, an den Hügelfuß verlegt. An der neuen Stelle wurde ein großes dem Heiligen Franz von Assisi geweihtes Kloster errichtet. Die kolonialzeitliche Verwaltungseinheit Alcaldía Mayor von Tepeaca umfasste nur den nordöstlichen Teil der vorspanischen Tributprovinz.